# منوت-سور-واتان
منوت-سور-واتان (به فرانسوی: Meunet-sur-Vatan) یک کمون در فرانسه است که در اندر واقع شده‌است. منوت-سور-واتان ۱۲٫۴۷ کیلومتر مربع مساحت و ۱۹۷ نفر جمعیت دارد و ۱۴۰ متر بالاتر از سطح دریا واقع شده‌است.